# Tournoi de tennis de la côte Pacifique (dames 1935)
Le tournoi de tennis de la côte Pacifique est un tournoi de tennis. L'édition féminine 1935 se dispute à Berkeley du 28 septembre au 6 octobre 1935.
Ethel Burkhardt Arnold remporte le simple dames. En finale, elle bat Carolin Babcock.
L'épreuve de double voit quant à elle s'imposer Freda James et Kay Stammers.
En double mixte, la paire Freda James et Donald Budge enlève le titre.

## Résultats en simple

### Tableau final
|  |                 |  |   |   |  |
|  | Finale          |  |   |   |  |
|  |                 |  |   |   |  |
|  |                 |  |   |   |  |
|  | Ethel Burkhardt |  | 6 | 6 |  |
|  | Ethel Burkhardt |  | 6 | 6 |  |
|  | Carolin Babcock |  | 3 | 3 |  |

## Résultats en double

### Tableau final
|  |                           |  |   |   |  |
|  | Finale                    |  |   |   |  |
|  |                           |  |   |   |  |
|  |                           |  |   |   |  |
|  | Freda James Kay Stammers  |  | 8 | 6 |  |
|  | Freda James Kay Stammers  |  | 8 | 6 |  |
|  | Evelyn Dearman Nancy Lyle |  | 6 | 2 |  |

## Résultats en double mixte

### Tableau final
|  |                              |  |  |  |  |
|  | Finale                       |  |  |  |  |
|  |                              |  |  |  |  |
|  |                              |  |  |  |  |
|  | Freda James Donald Budge     |  |  |  |  |
|  |                              |  |  |  |  |
|  | Carolin Babcock Wilmer Hines |  |  |  |  |